# سلیترنویه
سلیترنویه (به لاتین: Selitrennoye) یک منطقهٔ مسکونی در روسیه است که در استان آستراخان واقع شده‌است.